# Малая Итча
Малая Итча — деревня в Якшур-Бодьинском районе Удмуртской республики.

## География
Находится в центральной части Удмуртии на расстоянии приблизительно 18 км на запад-юго-запад по прямой от районного центра села Якшур-Бодья.

## История
Основана в 1887 году выходцами из починка Митрофановского Глазовского уезда. В 1893 году здесь (починок Итчинский или Малая Итча) учтен было 21 двор (18 русских и 3 удмуртских), в 1905 — 34, в 1924 — 36. До 2021 год входила в состав Чуровского сельского поселения.

## Население
Постоянное население составляло 164 человека (1893), 232 (1905), 248 (1924), 147 человек в 2002 году (русские 58 %, удмурты 42 %), 128 в 2012.